# Rezerwat przyrody Puszcza Słupecka
Puszcza Słupecka – leśny rezerwat przyrody położony w gminie Nieporęt, w powiecie legionowskim, w województwie mazowieckim. Obejmuje las na obydwu brzegach rzeki Czarnej. Leży na gruntach Skarbu Państwa w zarządzie Nadleśnictwa Drewnica, w obrębie Warszawskiego Obszaru Chronionego Krajobrazu.
Został powołany Zarządzeniem Ministra Ochrony Środowiska, Zasobów Naturalnych i Leśnictwa z dnia 31 grudnia 1993 r. (M.P. z 1994 r. nr 5, poz. 41). Zajmuje powierzchnię 160,56 ha.
Rezerwat utworzono w celu zachowania ze względów naukowych i dydaktycznych zróżnicowanych zbiorowisk leśnych: łęgów, grądów i borów z bogatymi stanowiskami roślin chronionych, rzadkich i zagrożonych wyginięciem. Wyjąwszy bór suchy, można tu spotkać wszystkie pozostałe typy zbiorowisk leśnych. W drzewostanie rezerwatu dominuje brzoza i olsza, z domieszką sosny, dębu, osiki, pojedynczo występują także grab, lipa, wiąz i jesion. Warstwy krzewów i runa również są bogate w gatunki. Z roślin chronionych występują tu m.in. wawrzynek wilczełyko i kilka gatunków storczyków. Ponadto stwierdzono tu występowanie aż 99 gatunków porostów i grzybów naporostowych, w tym gatunków rzadko spotykanych na Mazowszu.
Nazwa rezerwatu pochodzi od Puszczy Słupeckiej rozciągającej się niegdyś pomiędzy Bródnem a Słupnem. Teren, na którym obecnie leży rezerwat, jeszcze w okresie międzywojennym miał charakter bezleśny, a jego drzewostan powstał w wyniku naturalnej sukcesji oraz nasadzeń. Mimo to rezerwat charakteryzuje się bogactwem gatunków roślin naczyniowych związanych ze starymi lasami.
W rezerwacie występują ptaki takie jak wilga, bocian czarny, żurawie i ptaki drapieżne, oraz ssaki: łosie, sarny, dziki, jenoty, lisy i zające.
Rezerwat nie jest udostępniony do zwiedzania. W pobliżu, po drugiej stronie drogi wojewódzkiej nr 632 znajduje się rezerwat „Łęgi Czarnej Strugi”.

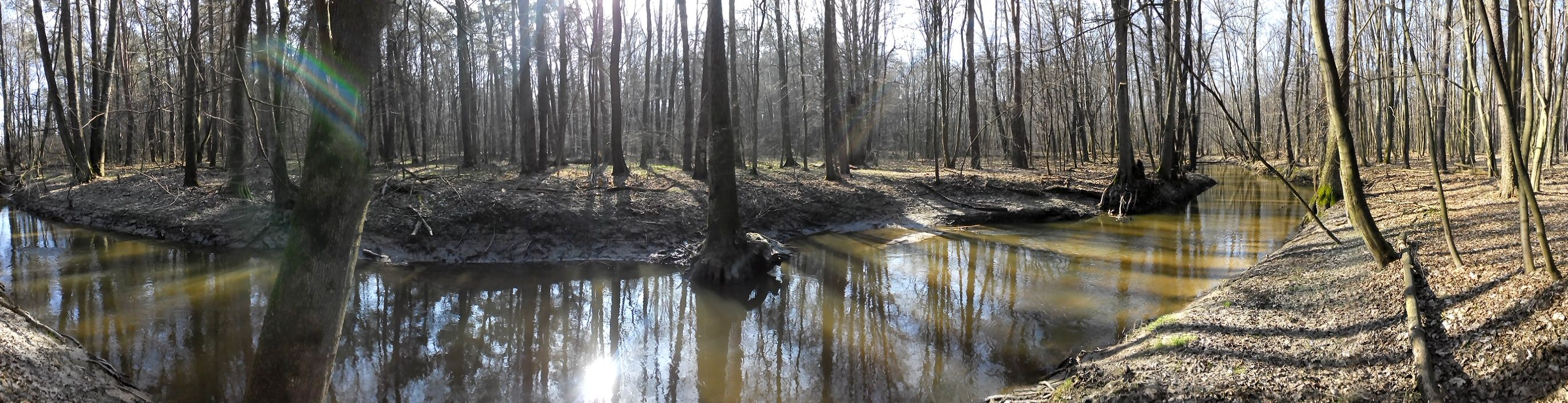
Rzeka Czarna w rezerwacie